# 蒂爾島 (希拉里海岸)
蒂爾島（英語：Teall Island），是南極洲的島嶼，位於希拉里海岸，處於斯凱爾頓灣入口處西部，由英國探險隊命名，該島嶼現時由南極條約體系管理。